# Ottenthal
Ottenthal ist eine Gemeinde mit 529 Einwohnern (Stand 1. Jänner 2025) im Bezirk Mistelbach in Niederösterreich. Zwischen 1972 und Ende 1988 war die Gemeinde Teil von Falkenstein und keine eigenständige Gemeinde.

## Geografie
Ottenthal liegt am nördlichen Rand des Weinviertels in Niederösterreich. Die Fläche der Gemeinde umfasst 15,39 Quadratkilometer. Davon sind 87 Prozent landwirtschaftliche Nutzfläche, 2 Prozent Gärten,1 Prozent Weingärten und 5 Prozent der Fläche sind bewaldet.

### Gemeindegliederung
Das Gemeindegebiet umfasst folgende zwei Ortschaften (in Klammern Einwohnerzahl Stand 1. Jänner 2025):
- Guttenbrunn (117)
- Ottenthal (412)

Die Gemeinde besteht aus den Katastralgemeinden Guttenbrunn und Ottenthal.

### Nachbargemeinden
|                | Tschechien                                  |             |
| Wildendürnbach | Kompassrose, die auf Nachbargemeinden zeigt | Drasenhofen |
|                | Falkenstein                                 |             |

## Geschichte
In der Endphase des Zweiten Weltkriegs kam es in Ottenthal zwar zu keinen nennenswerten Kampfhandlungen, jedoch zu Übergriffen auf die Zivilbevölkerung durch Soldaten der Roten Armee. Am 22. April 1945 marschierten die Russen nach einem Brandbombenbeschuss in der Nacht zuvor, bei dem zwei Wohngebäude abbrannten und fünf Zivilisten getötet wurden, in den Ort ein. Nachdem sich die Soldaten einquartiert hatten, wurden mehrere Ortsbewohner, die ihre Töchter vor Vergewaltigungen schützen wollten, ermordet. Der Ort blieb bis Ende Mai 1945 von der Roten Armee besetzt, danach litt die Bevölkerung durch Raubzüge tschechischer Partisanen.
Mit 1. Jänner 1972 wurden im Zuge der Niederösterreichischen Kommunalstrukturverbesserung die bis dahin eigenständigen Gemeinden Guttenbrunn und Ottenthal nach Falkenstein eingemeindet. Falkenstein wurde mit 1. Jänner 1989 wieder geteilt, in die Gemeinden Falkenstein und Ottenthal, wobei Guttenbrunn bei Ottenthal verblieb.

### Einwohnerentwicklung
Seit dem Höchststand der Bevölkerungszahl am Anfang des 20. Jahrhunderts hat die Gemeinde mehr als die Hälfte der Einwohner verloren. Auch in den letzten Jahrzehnten waren sowohl Geburtenbilanz als auch Wanderungsbilanz negativ.
| Ottenthal: Einwohnerzahlen von 1869 bis 2025        | Ottenthal: Einwohnerzahlen von 1869 bis 2025 | Ottenthal: Einwohnerzahlen von 1869 bis 2025 | Ottenthal: Einwohnerzahlen von 1869 bis 2025 | Ottenthal: Einwohnerzahlen von 1869 bis 2025 |
| --------------------------------------------------- | -------------------------------------------- | -------------------------------------------- | -------------------------------------------- | -------------------------------------------- |
| Jahr                                                |                                              |                                              |                                              | Einwohner                                    |
| 1869                                                | 1869                                         |                                              | 1.094                                        | 1.094                                        |
| 1880                                                | 1880                                         |                                              | 1.141                                        | 1.141                                        |
| 1890                                                | 1890                                         |                                              | 1.116                                        | 1.116                                        |
| 1900                                                | 1900                                         |                                              | 1.183                                        | 1.183                                        |
| 1910                                                | 1910                                         |                                              | 1.184                                        | 1.184                                        |
| 1923                                                | 1923                                         |                                              | 1.137                                        | 1.137                                        |
| 1934                                                | 1934                                         |                                              | 1.051                                        | 1.051                                        |
| 1939                                                | 1939                                         |                                              | 1.008                                        | 1.008                                        |
| 1951                                                | 1951                                         |                                              | 932                                          | 932                                          |
| 1961                                                | 1961                                         |                                              | 826                                          | 826                                          |
| 1971                                                | 1971                                         |                                              | 768                                          | 768                                          |
| 1981                                                | 1981                                         |                                              | 679                                          | 679                                          |
| 1991                                                | 1991                                         |                                              | 656                                          | 656                                          |
| 2001                                                | 2001                                         |                                              | 626                                          | 626                                          |
| 2011                                                | 2011                                         |                                              | 588                                          | 588                                          |
| 2021                                                | 2021                                         |                                              | 533                                          | 533                                          |
| 2025                                                | 2025                                         |                                              | 529                                          | 529                                          |
| Quelle(n): Statistik Austria, Gebietsstand 1.1.2021 |                                              |                                              |                                              |                                              |

## Kultur und Sehenswürdigkeiten

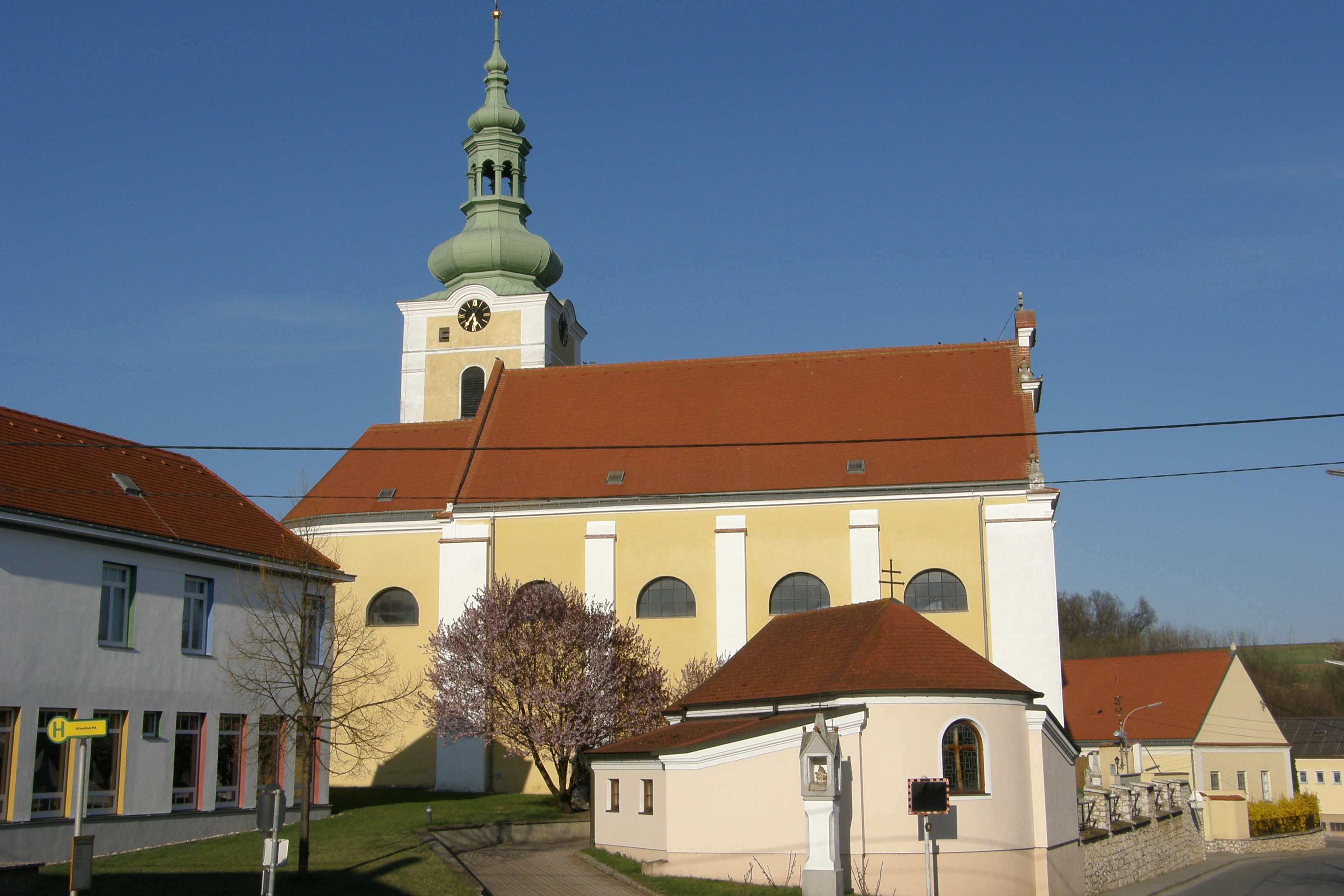
Pfarrkirche Ottenthal

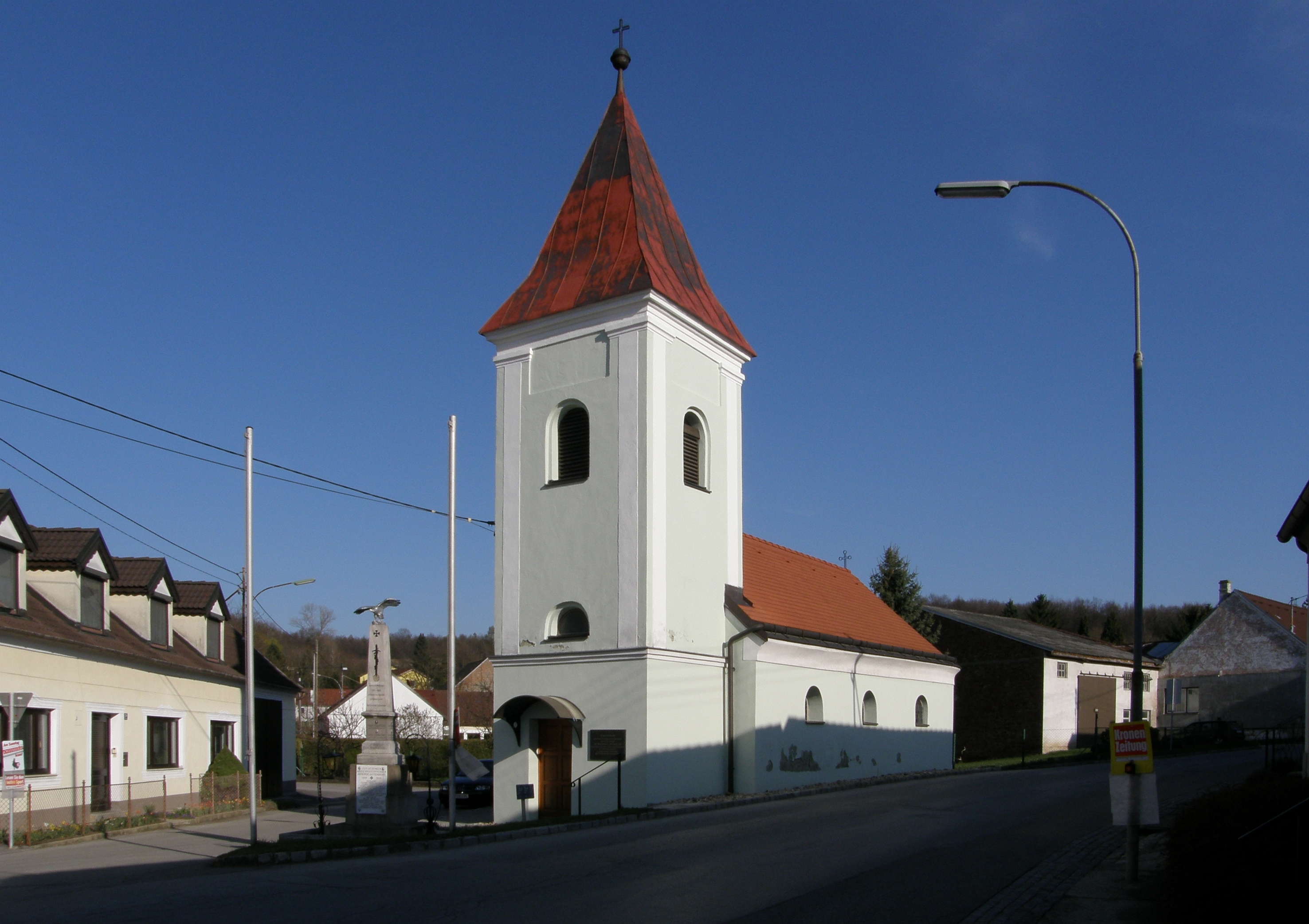
Ortskapelle Guttenbrunn

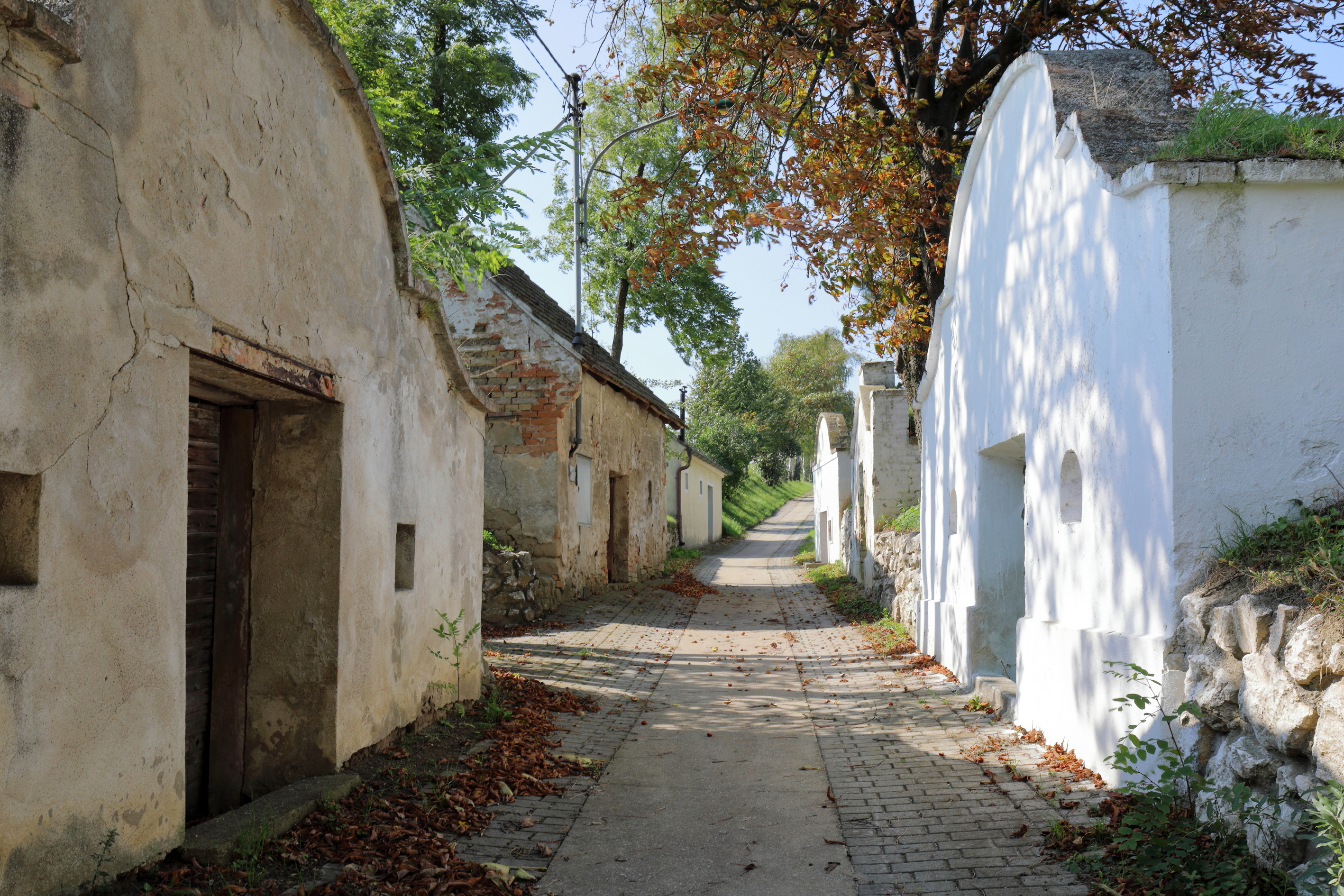
Kellergasse Pottenhofener Straße

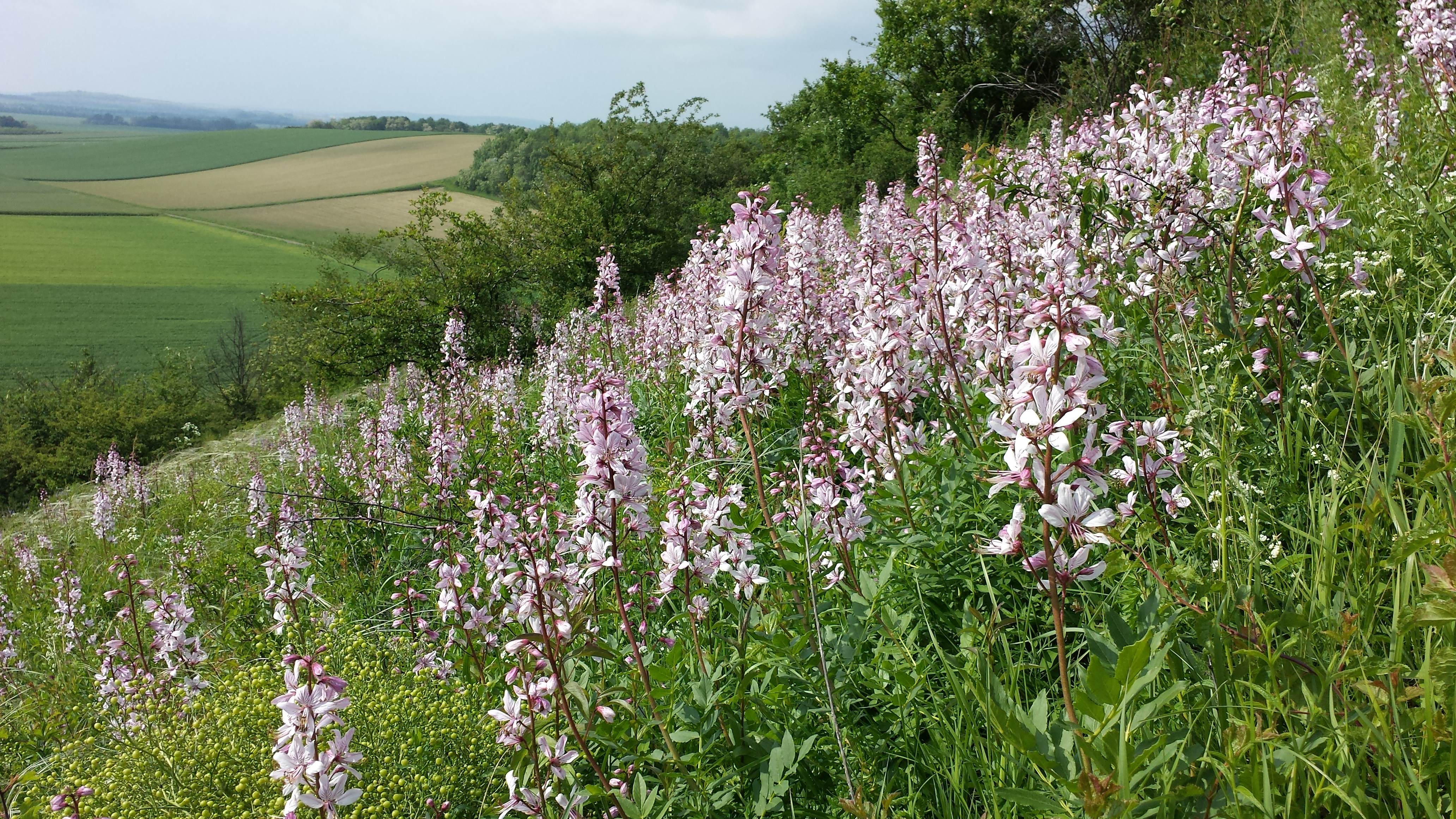
Naturschutzgebiet Zeiserlberg

- Katholische Pfarrkirche Ottenthal hl. Martin
- Katholische Ortskapelle Guttenbrunn hl. Franziskus
- Naturschutzgebiet Zeiserlberg: Westlich des Ortes liegt das österreichweit einzige Vorkommen des Tátorján-Meerkohls befindet. Die Art ist ein Relikt der letzten Eiszeit und ihr Hauptverbreitungsgebiet liegt in den weiten Steppen nördlich des Schwarzen Meeres. Der nächste Fundort befindet sich in Südmähren.

## Wirtschaft und Infrastruktur
Nichtlandwirtschaftliche Arbeitsstätten gab es im Jahr 2001 15, land- und forstwirtschaftliche Betriebe nach der Erhebung 1999 67. Die Zahl der Erwerbstätigen am Wohnort betrug nach der Volkszählung 2001 264. Die Erwerbsquote lag 2001 bei 44 %.

### Öffentliche Einrichtungen
In Ottenthal befindet sich eine Volksschule.

## Politik

### Gemeinderat
Der Gemeinderat hat 15 Mitglieder.
- Gemeinderatswahlen in Niederösterreich 1990: 12 ÖVP und 3 SPÖ.
- Gemeinderatswahlen in Niederösterreich 1995: ÖVP 13, SPÖ 2.[9]
- Gemeinderatswahlen in Niederösterreich 2000: ÖVP 12, SPÖ 2, FPÖ 1.[10]
- Gemeinderatswahlen in Niederösterreich 2005: ÖVP 12, SPÖ 3.[11]
- Gemeinderatswahlen in Niederösterreich 2010: ÖVP 13, SPÖ 2.[12]
- Gemeinderatswahlen in Niederösterreich 2015: ÖVP 11, SPÖ 4.[13]
- Gemeinderatswahlen in Niederösterreich 2020: ÖVP 13, SPÖ 2.[14]
- Gemeinderatswahlen in Niederösterreich 2025: ÖVP 12, SPÖ 3.[1]

### Bürgermeister
- bis 2010 Albert Graf (ÖVP)
- 2010–2025 Erwin Cermak (ÖVP)[15]
- ab 2025 Herwig Graf (ÖVP)

### Wappen
Blasonierung: „In Grün zwischen vier, zwei zu zwei versetzt gestellte, weiße Blüten mit vier schräggestellten Blütenblättern und goldenem Butzen eine gestürzte, eingeschweifte weiß-gesäumte rote Spitze, darin ein gestürztes goldenes Schwert.“ Die Fahnenfarben sind rot, golden und grün, belegt mit dem Ortswappen.
Das goldene Schwert und die rote Spitze symbolisieren Schwert und Mantel des Hl. Martin, Schutzpatron der Ortskirche, die Blüten die des wildwachsenden Tátorján-Meerkohls.
Das Wappen wurde aufgrund eines Gemeindebeschlusses vom 13. Juni 2008 mit Wappenvorschlag an die niederösterreichische Landesregierung am 28. Juni 2009 offiziell vergeben und durch Landeshauptmann Erwin Pröll feierlich an Bürgermeister Albert Graf überreicht.

## Persönlichkeiten
Söhne und Töchter der Gemeinde
- Paul Christian Jezek (* 1963), Buchautor (Der Fall Libro, Unternehmerhandbuch), Gründungsmitglied des WirtschaftsBlattes (1995) und Chefredakteur des Unternehmer
- Wilhelm „Duke“ Jezek (1941–2009), vielseitiger Autor, Maler und Musiker, 1977 Co-Betreuer des österreichischen Schülerligameisters SHS Laa/Thaya, Lehrer für Englisch, Musik, Bildnerische Erziehung u. a.
- Jennifer Kresitschnig, geborene Martha Jezek (* 1976), Buchautorin (Unklar, Auf der Suche nach dem geheimnisvollen Drachen. Lilly und Nikolas in Kärnten, Anne von Rien. Das große Turnier, Das Knuffale)